# Ryszard Gawlikowski
Ryszard Konrad Gawlikowski (ur. 1877, zm. 1956 w Tarnowie) – polski artysta malarz.
Studiował w krakowskiej Szkole Sztuk Pięknych w pracowni Leona Wyczółkowskiego. Naukę kontynuował w Akademii Sztuki w Monachium, a po jej ukończeniu odbył podróż po Europie. Odwiedził wówczas Wenecję, Wiedeń oraz mniejsze miejscowości w Chorwacji. Po powrocie do Lwowa tworzył wystawiając swoje prace w tamtejszym Towarzystwie Przyjaciół Sztuk Pięknych, brał również udział w wystawach Towarzystwa Zachęty Sztuk Pięknych w Warszawie. Pracował jako nauczyciel rysunku w C. K. Gimnazjum Lwowskie im. Franciszka Józefa we Lwowie. 
W 1945 w ramach repatriacji przeniósł się do Tarnowa, gdzie mieszkał aż do śmierci. Należał do Związku Polskich Artystów Plastyków. Tworzył pejzaże oraz portrety osób z lwowskiej elity towarzyskiej m.in. poczet rektorów Politechniki Lwowskiej.